# École supérieure d'art et design Saint-Étienne
Pour les articles homonymes, voir École des beaux-arts.
 (mai 2017).
Si vous disposez d'ouvrages ou d'articles de référence ou si vous connaissez des sites web de qualité traitant du thème abordé ici, merci de compléter l'article en donnant les références utiles à sa vérifiabilité et en les liant à la section « Notes et références ».
L'École supérieure d'art et design Saint-Étienne (ESADSE) est une école supérieure d'art post-bac préparant ses étudiants dans deux spécialisations : art et design.
Établissement territorial placé sous le contrôle pédagogique du ministère de la Culture, l’école intègre, à la rentrée 2009, les nouveaux locaux de la Cité du design situés dans une partie de l'ancienne Manufacture d'armes de Saint-Étienne. En 2010 est créé l'EPCC Cité du design - ESADSE, un établissement Public de Coopération Culturelle dont les fondateurs les principaux financeurs sont désormais Saint-Etienne Métropole, La Région Auvergne-Rhône-Alpes et l'Etat.

## Historique

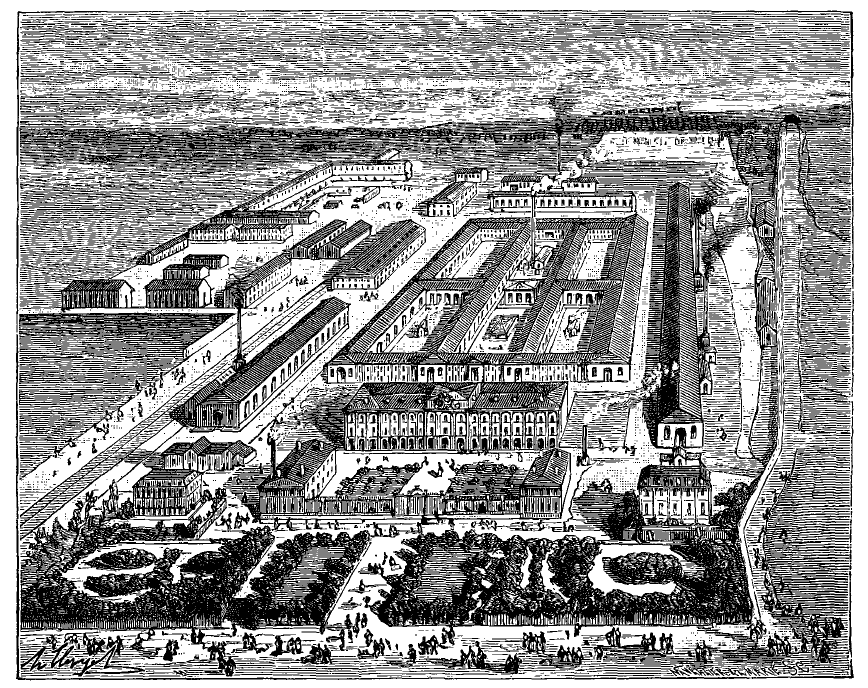
La Manufacture d'armes de Saint-Étienne au XIXe siècle (La France illustrée).

Fondée en 1803 sous le nom d'École de dessin, elle est installée dans un ancien couvent du quartier des Ursules en 1857 avec un statut municipal : l'École des beaux-arts de Saint-Étienne. Rebaptisée École régionale des arts industriels en 1884, École régionale des beaux-arts en 1923, puis École supérieure d'art et design en 2006, l'école est depuis son origine étroitement liée à l'essor industriel et au développement économique d'une ville qui fut, pendant tout le XIXe siècle, à la pointe de la modernité industrielle.
Son histoire épouse celle des arts industriels et met en jeu toutes les tensions qui s'y rattachent : art et économie ; esthétique et fonctionnalité ; souveraineté et commande ; beaux-arts, arts appliqués et arts décoratifs.
C'est cette histoire qui a conduit l'école, sous la direction de Jacques Bonnaval, à transformer le département environnement en département design à partir de 1990 et à créer, en 1998, la Biennale internationale du design de Saint-Étienne. Cette dynamique se poursuit aujourd'hui au sein de l'établissement public de coopération culturelle (EPCC) réunissant l'école et la Cité du design.

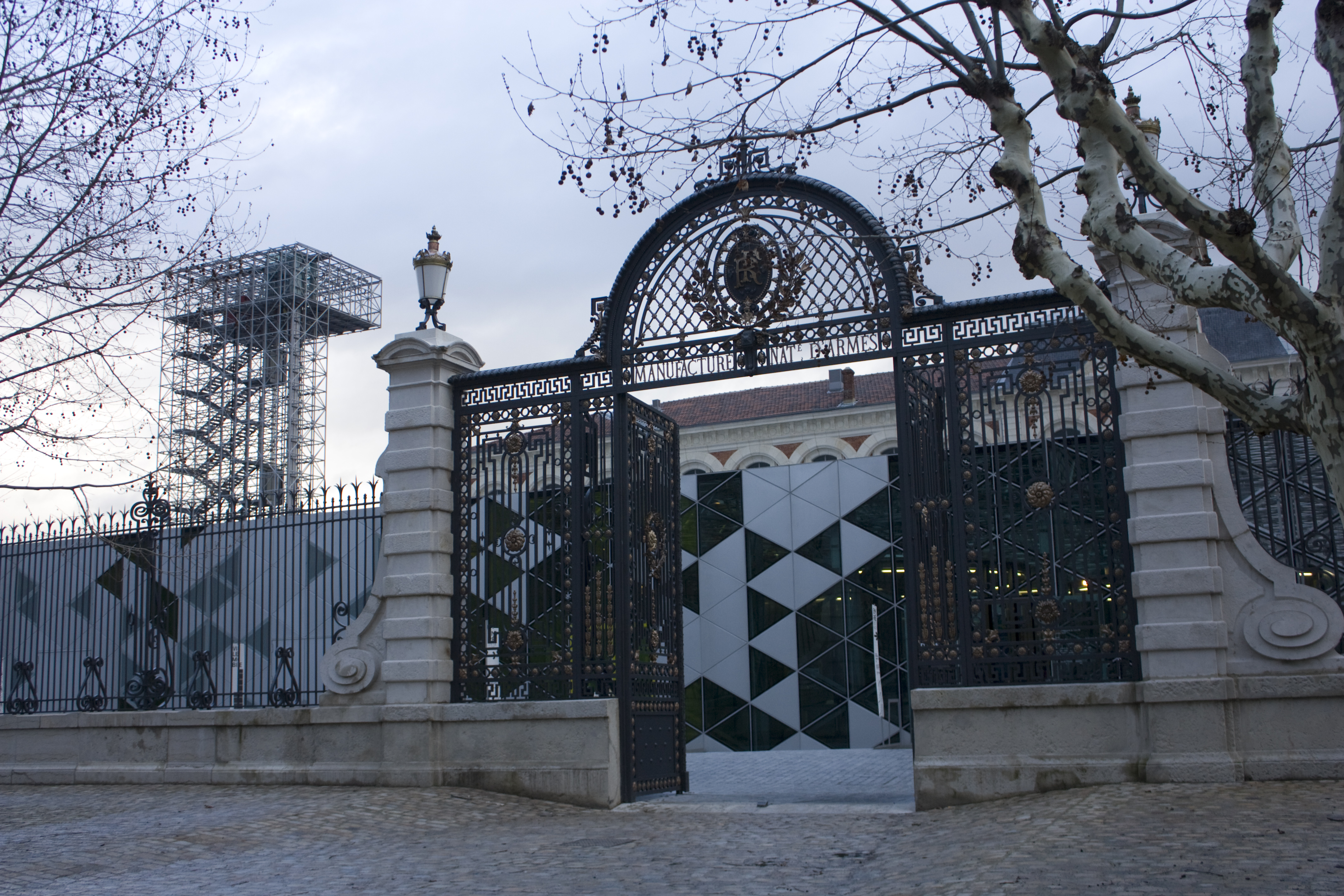
Portail de la Manufacture d'armes.
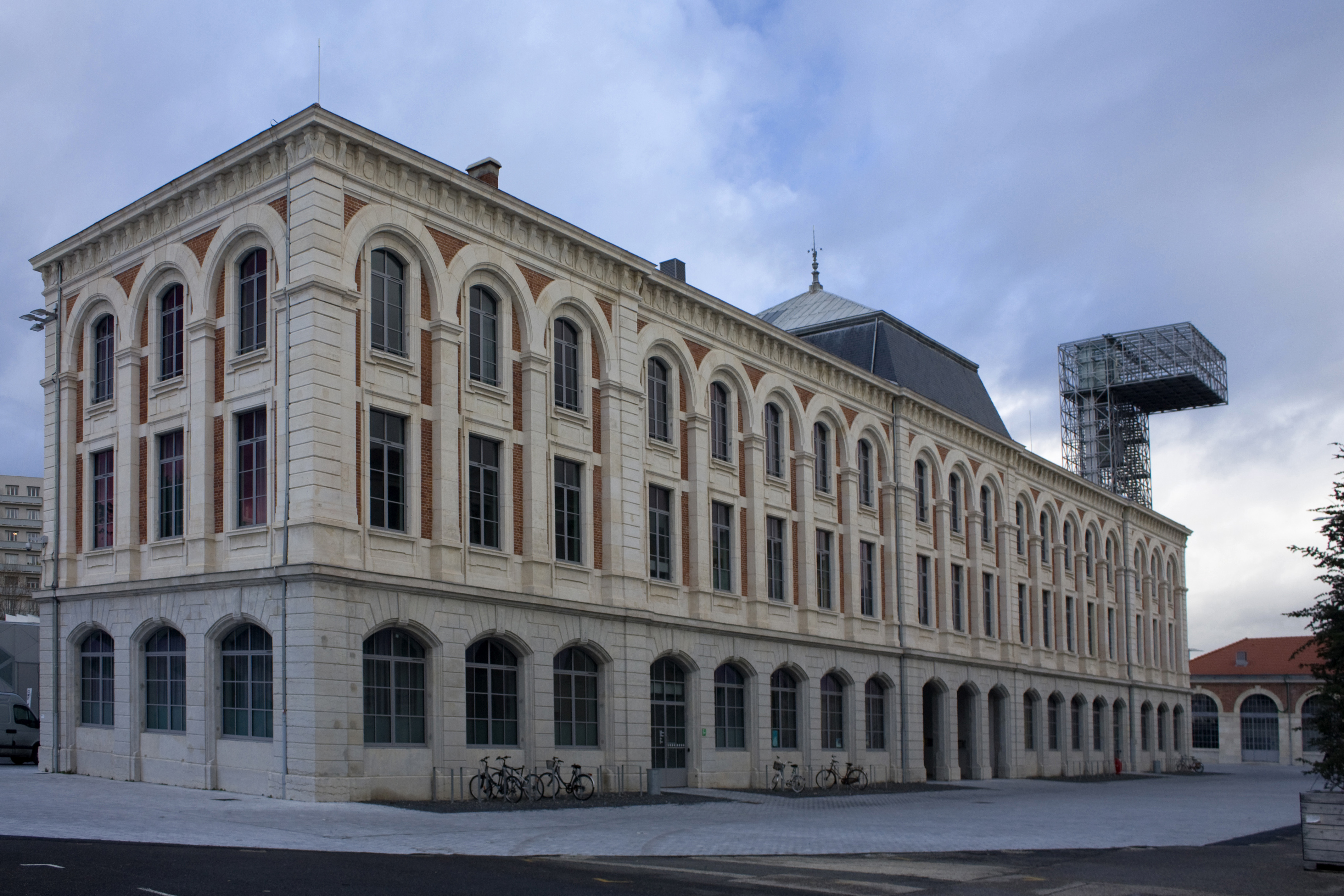
Bâtiments administratif de l'EPCC Cité du design / ESADSE
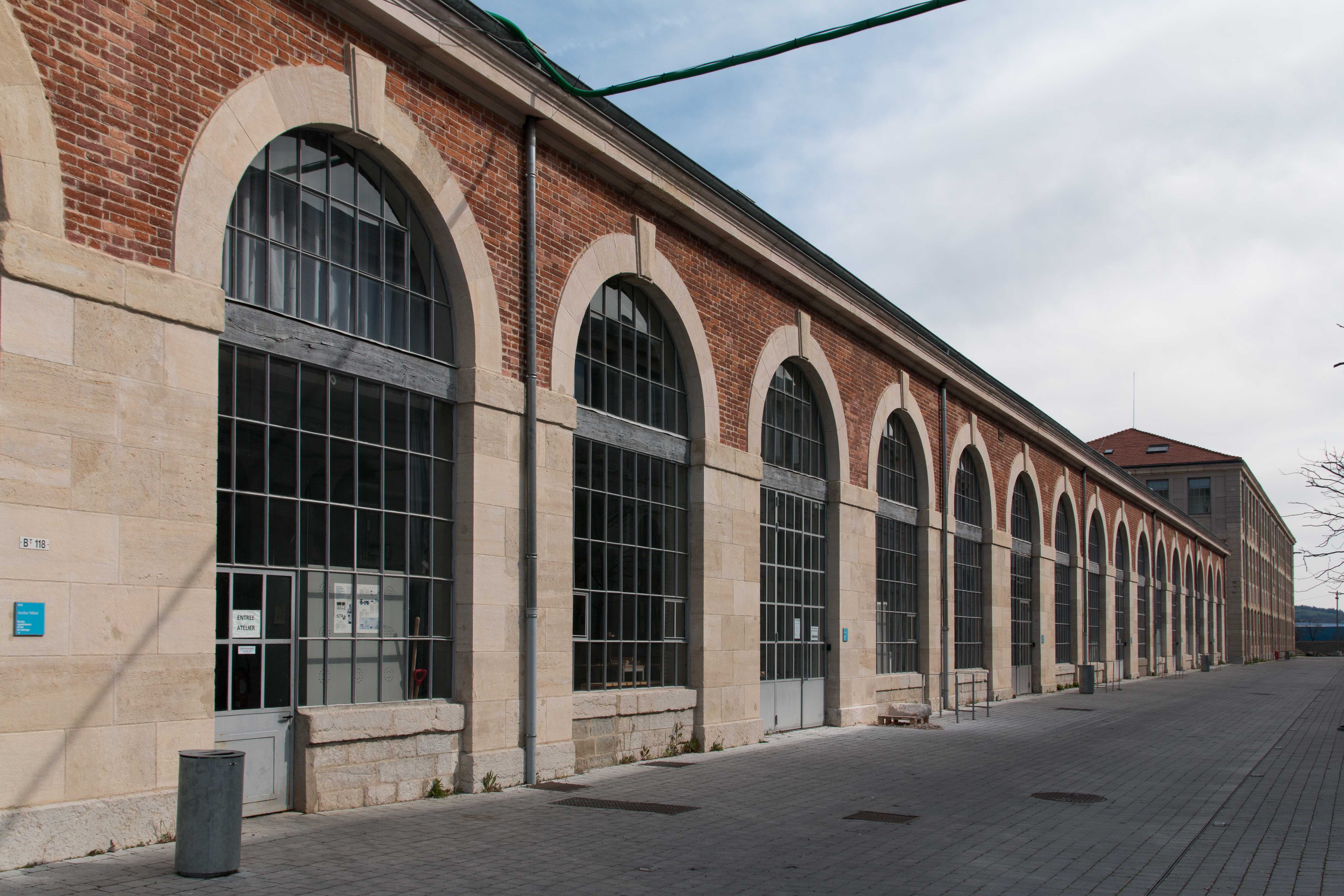
Les ateliers de l'école
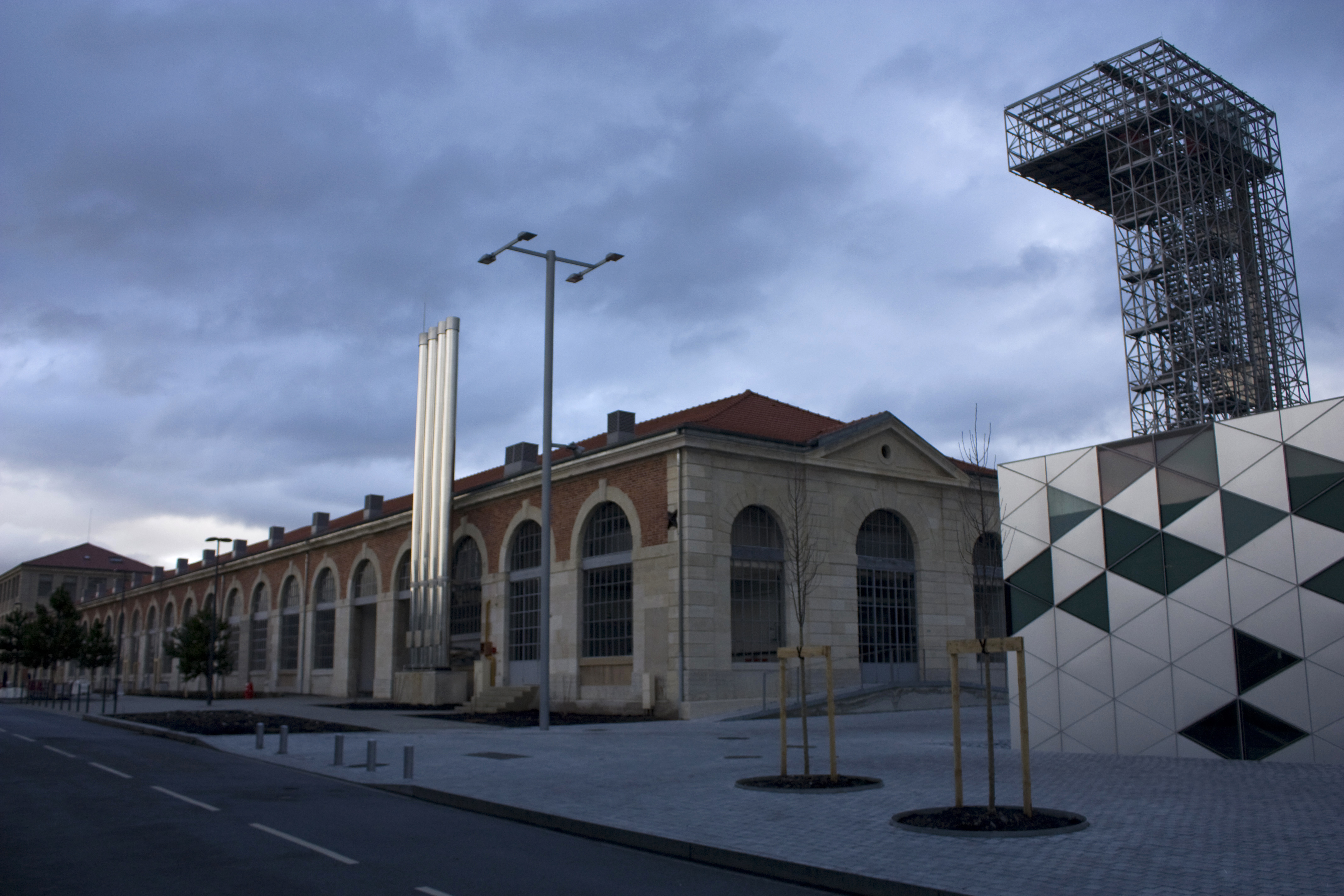
Ateliers de l'ESADSE
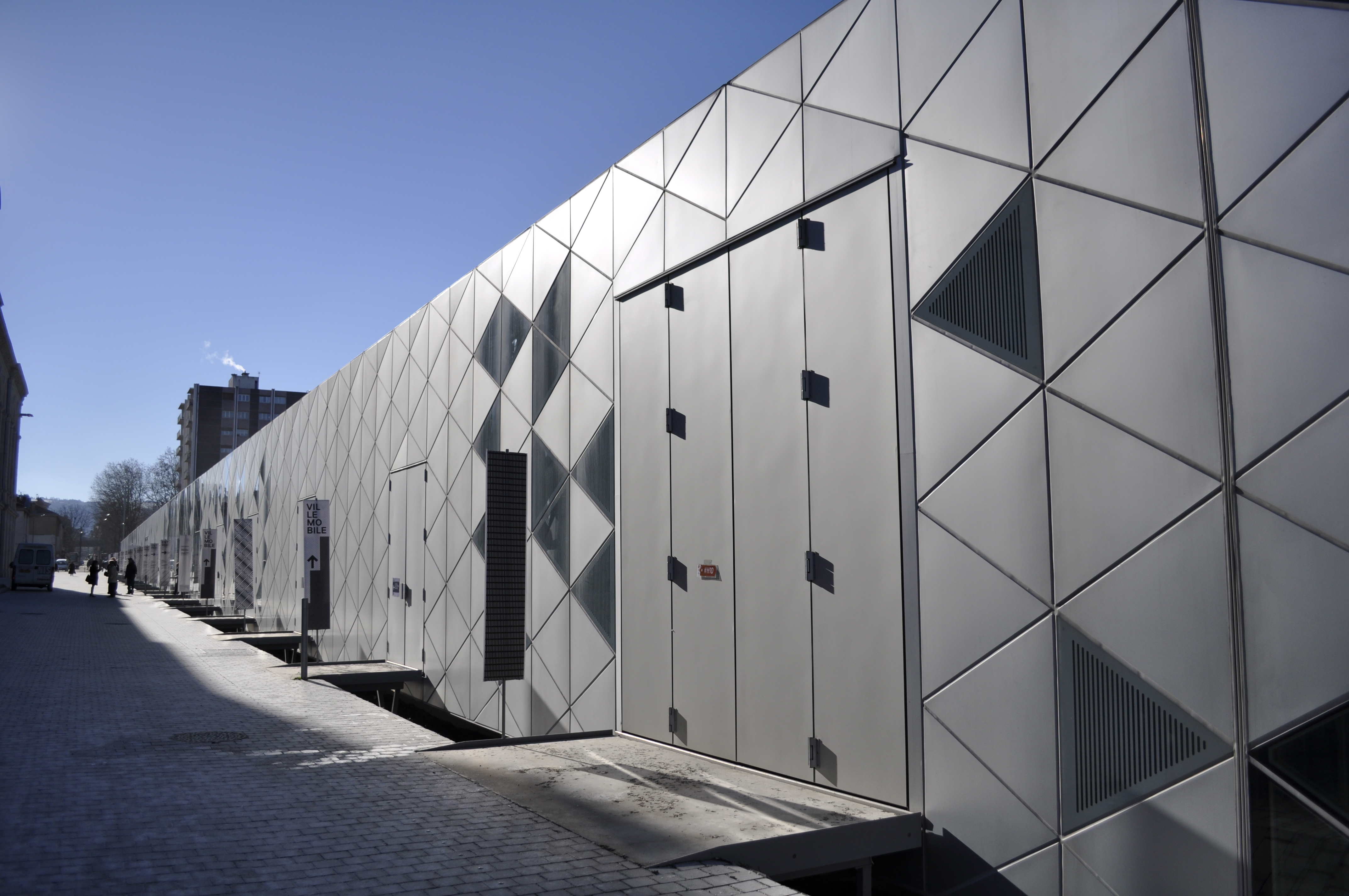
La platine
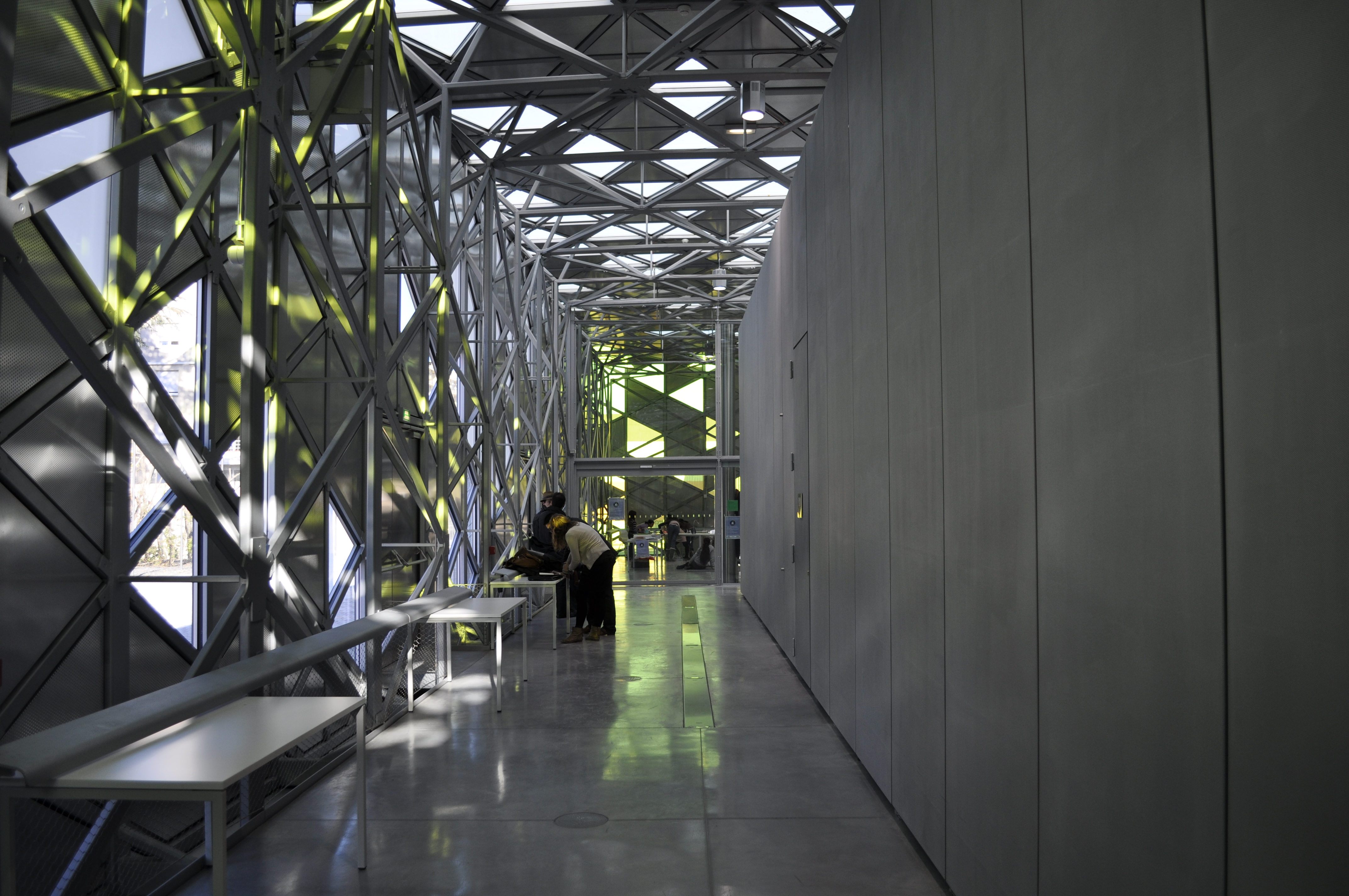
Cité du design, intérieur de la platine

## Structure de la formation

### Diplômes
L'école propose deux options : Art et Design. La première année est généraliste, elle a pour vocation de constituer un tronc commun pour tous les étudiants. Le choix de l'option se fait donc en deuxième année. La formation est composée de deux niveaux de diplômes nationaux :
- le DNAP, (DNA depuis 2018) diplôme national d’art plastique, à l’issue de la troisième année ;
- le DNSEP, diplôme national supérieur d’expression plastique, à l’issue de la cinquième année ;
- Un post-diplôme Design et Recherche, produisant la revue Azimuts[1].

### Mentions
À partir de la quatrième année, les étudiants choisissent une dominante dans leurs options:
- En Art : mention Art ou ACDC-Espace
- En Design : mention Objet, Création numérique, Graphisme et images, ACDC-Espace, Public(s).

### Formations en partenariat
- Master Espace Public :  partenariat entre l'ESADSE, l'université Jean Monnet et l'ENSASE.
- Master Prospectives Design : partenariat entre l'ESADSE, l'École des mines de Saint-Étienne et l'IAE université Jean Monnet.

## Partenariats

### Entreprises et Institutions
Différents partenaires industriels et culturels sont engagés aux côtés de l'école pour proposer des interventions pédagogiques, des opportunités de fabrication ou d'exposition pour les étudiants.
- Cité du design de Saint-Étienne
- Fonds régional d'art contemporain Auvergne (FRAC)
- Festival international de cinéma de Marseille (FID)
- Compagnons du devoir
- La Tolerie forézienne
- F93[2]
- Tapisserie d'Aubusson
- Galerie Bernard Ceysson
- Pôle Optique Saint-Étienne
- Rondino, entreprise de mobilier urbain
- Orange

### Écoles partenaires
- École de la Comédie de Saint-Étienne
- Université Jean Monnet Saint-Étienne (UJM)
- École nationale d'ingénieurs de Saint-Étienne (ENISE)
- École nationale supérieure des mines de Saint-Étienne
- Institut Paul-Bocuse (Lyon)
- International Rhône-Alpes Media (IRAM)
- École Télécom Saint-Étienne
- École normale supérieure de Lyon (ENS)

## Biennale internationale du design de Saint-Étienne

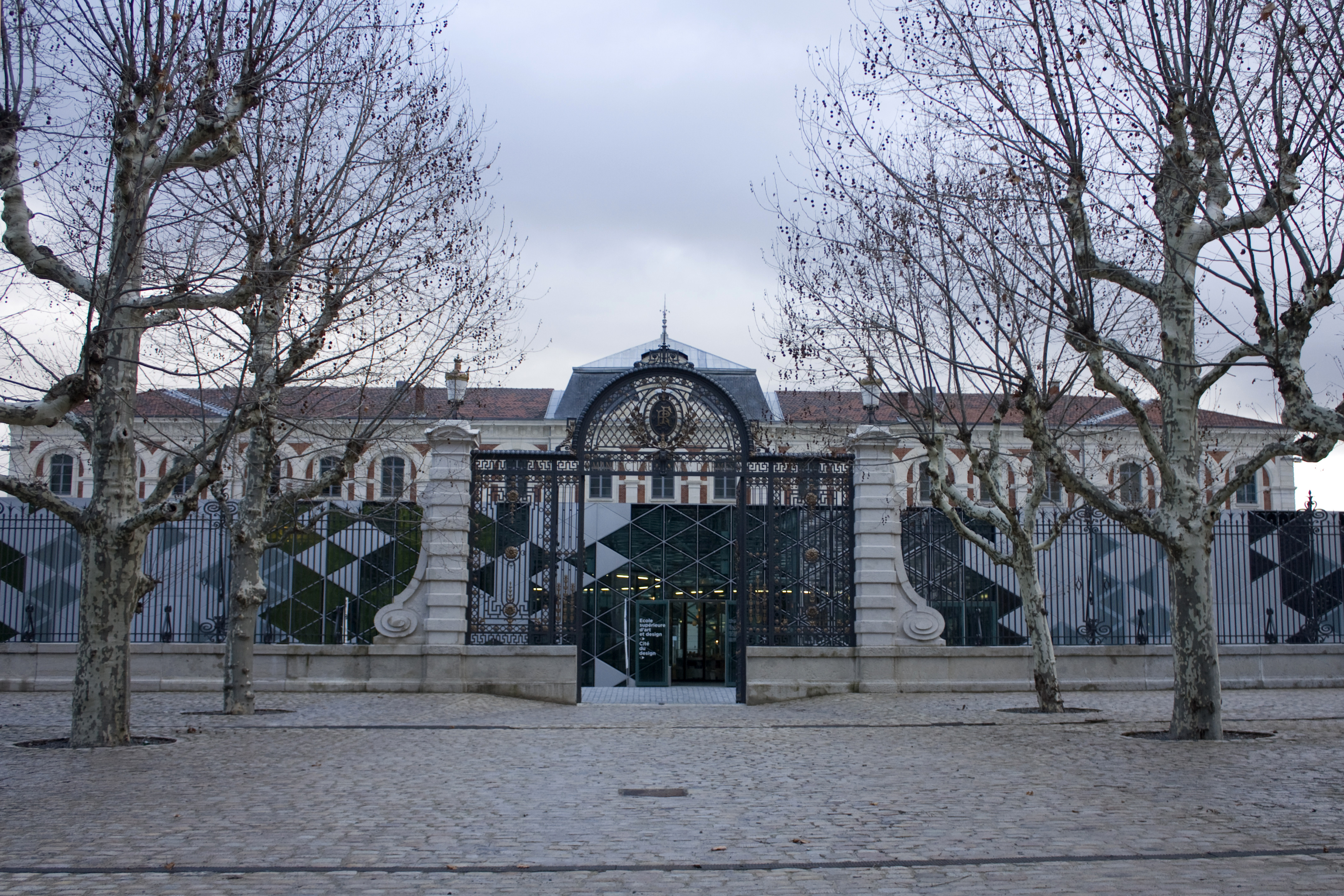
Cité du design.

La Biennale internationale du design de Saint-Étienne est à l'origine une émanation de l'école des beaux-arts de Saint-Étienne. Les étudiants et professeurs organisent la première édition de l'évènement en 1998. Aujourd'hui, c'est la Cité du Design qui se charge du commissariat et de la production de la Biennale.

Les étudiants participent à l'évènement en y présentant des projets (à travers leurs productions dans des ateliers, l'identité de la biennale qui est toujours faite — à part en 2013 — par des étudiants, ou à travers l'exposition des diplômes de l'année précédente) ou, plus indirectement, en prenant part au montage ou à la surveillance des expositions.

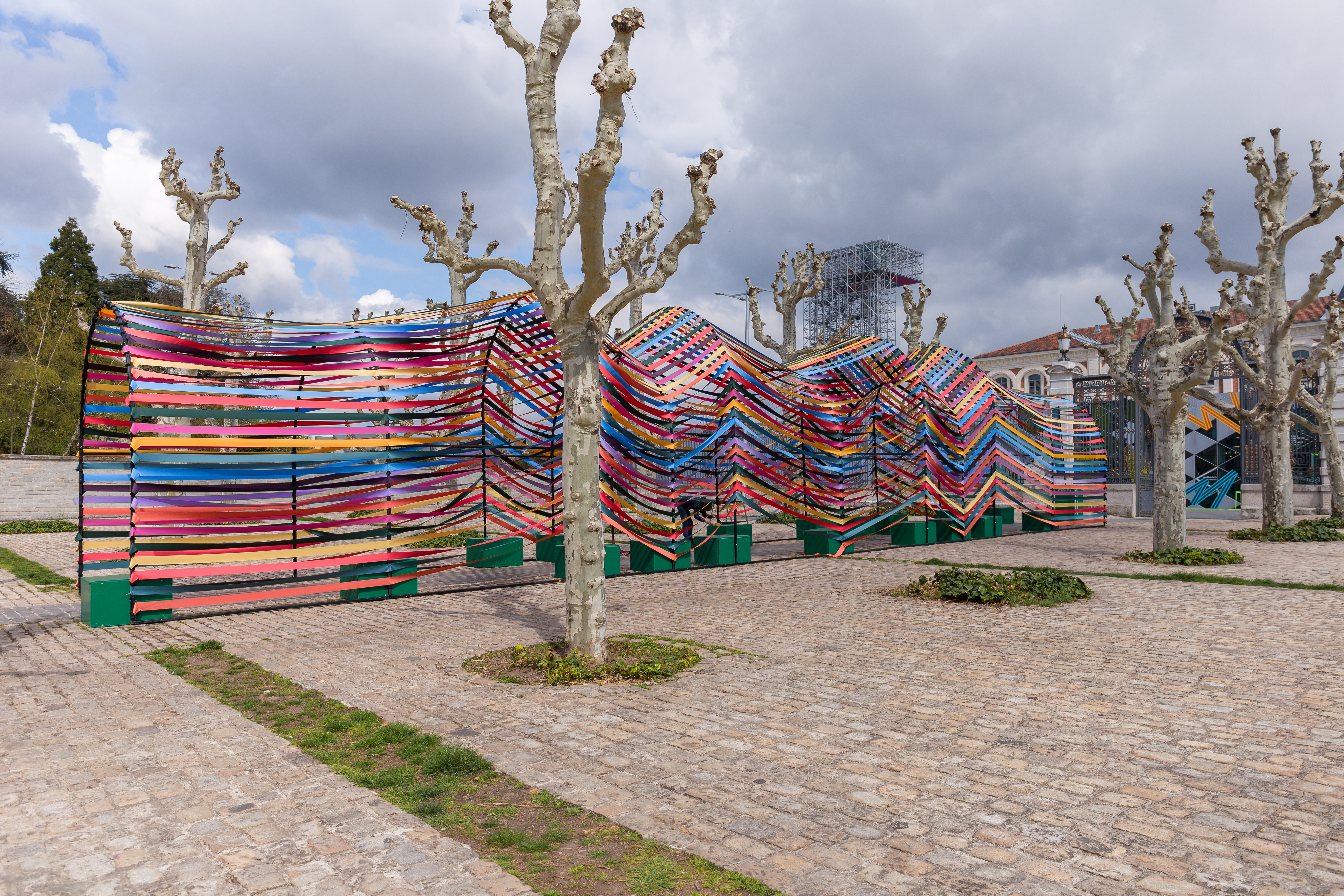
Biennale Me You Nous
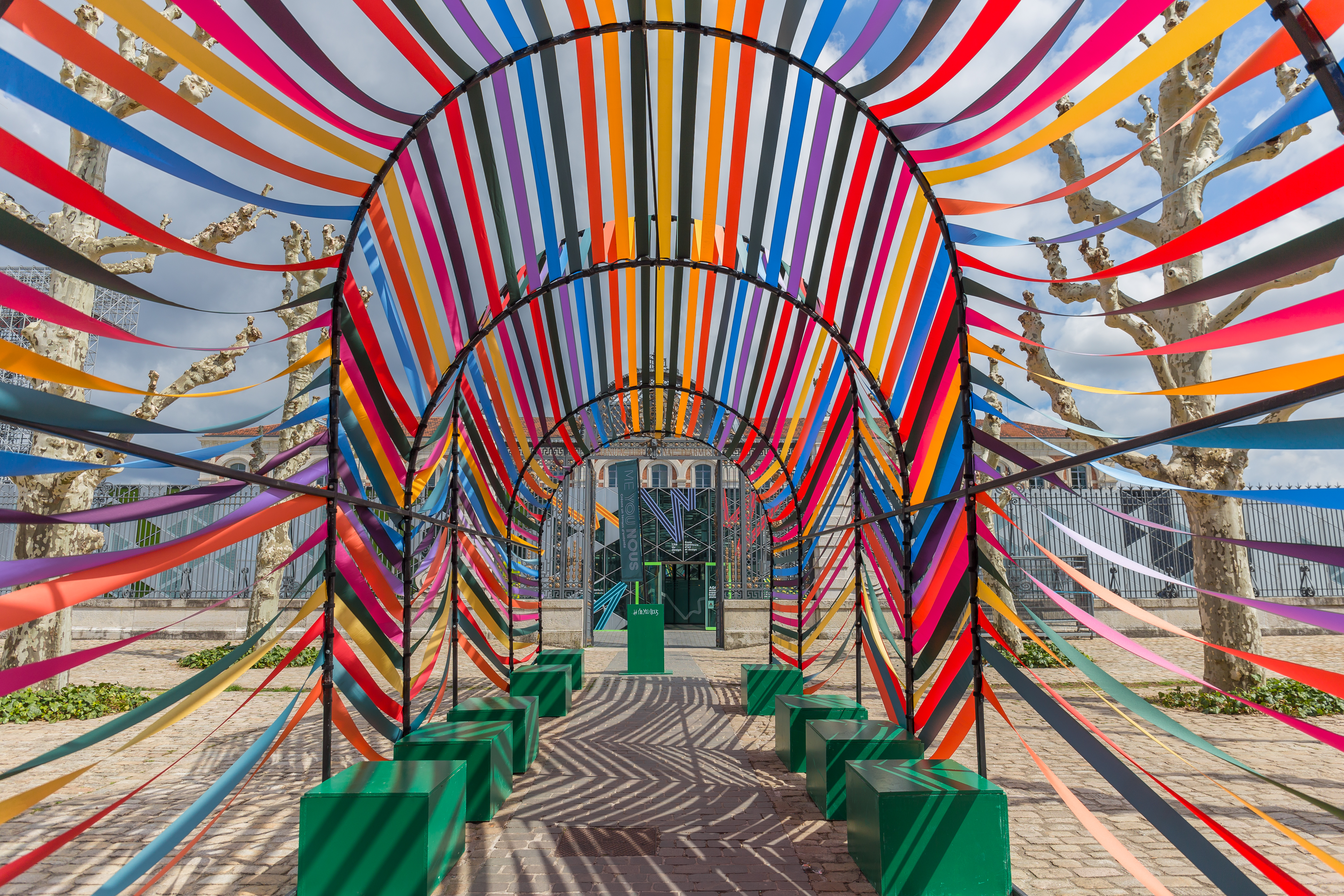
Biennale Me You Nous, Entrée Principale
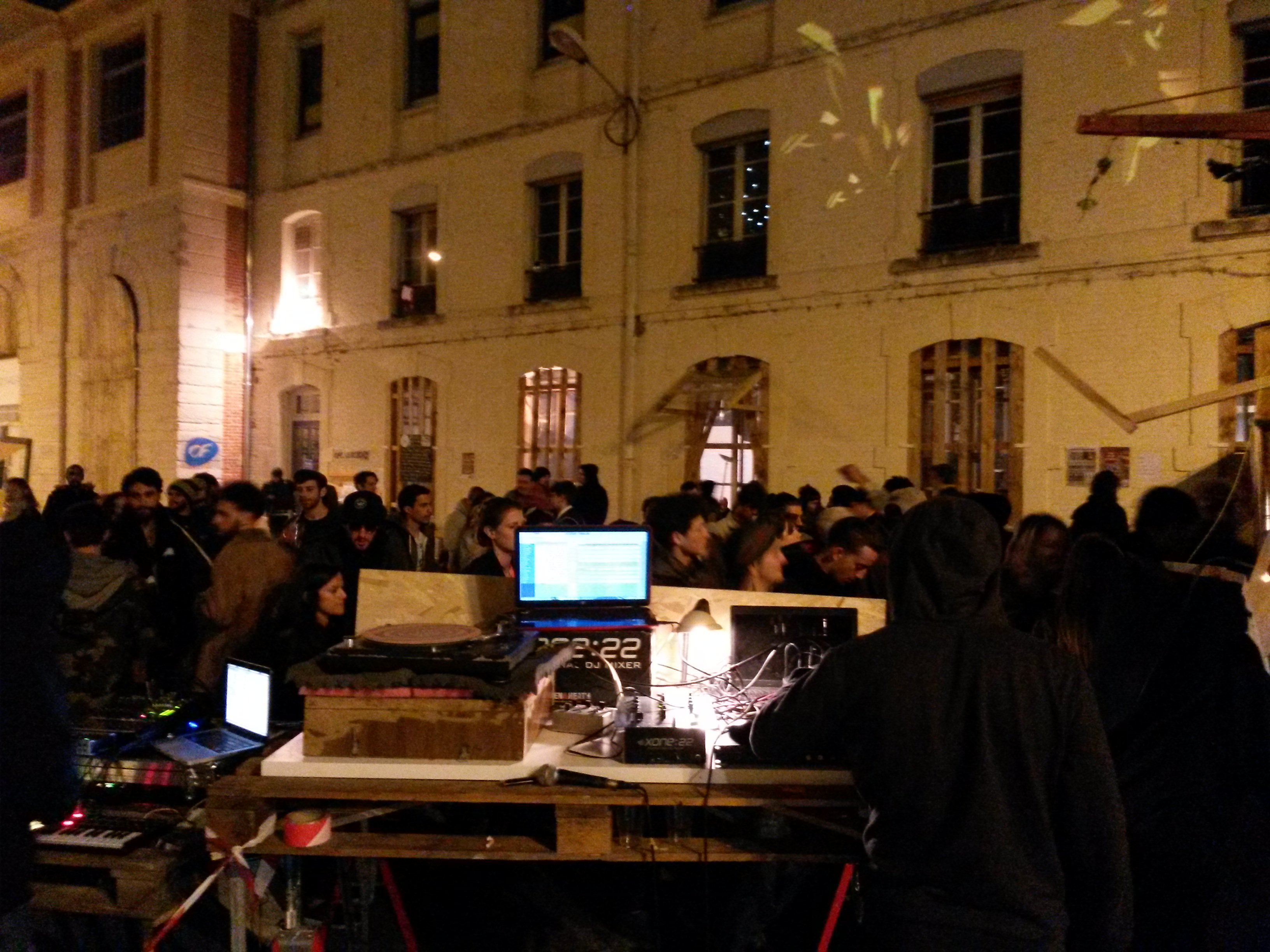
Soirée Dub after carnaval
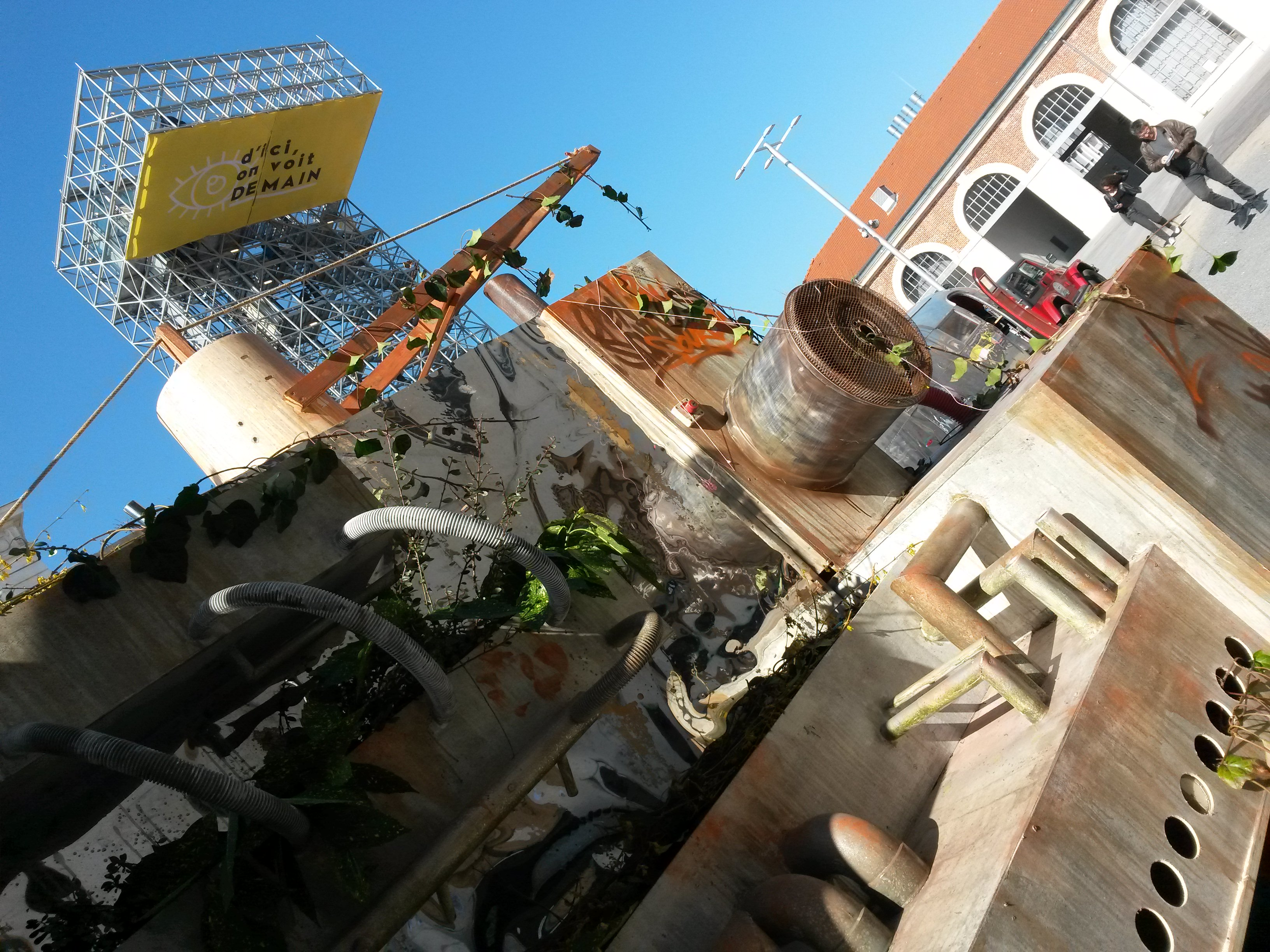
Un char végétalisé devant la Tour de l'Observatoire
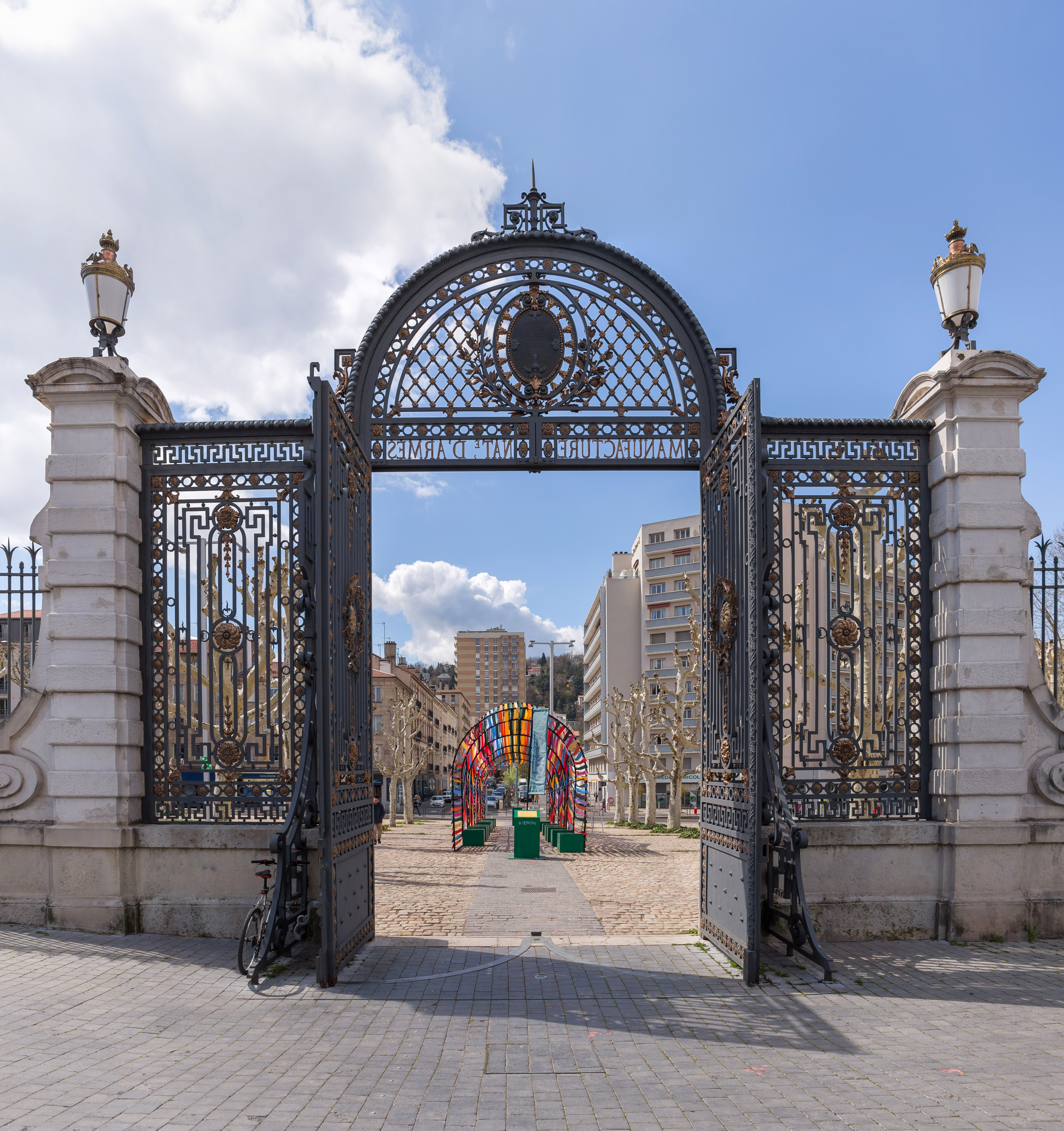
Cité design Portail Manufacture Tunnel Biennale

## Vie étudiante
- Association actuelle :
  - Bureau des étudiants
- Anciennes associations :

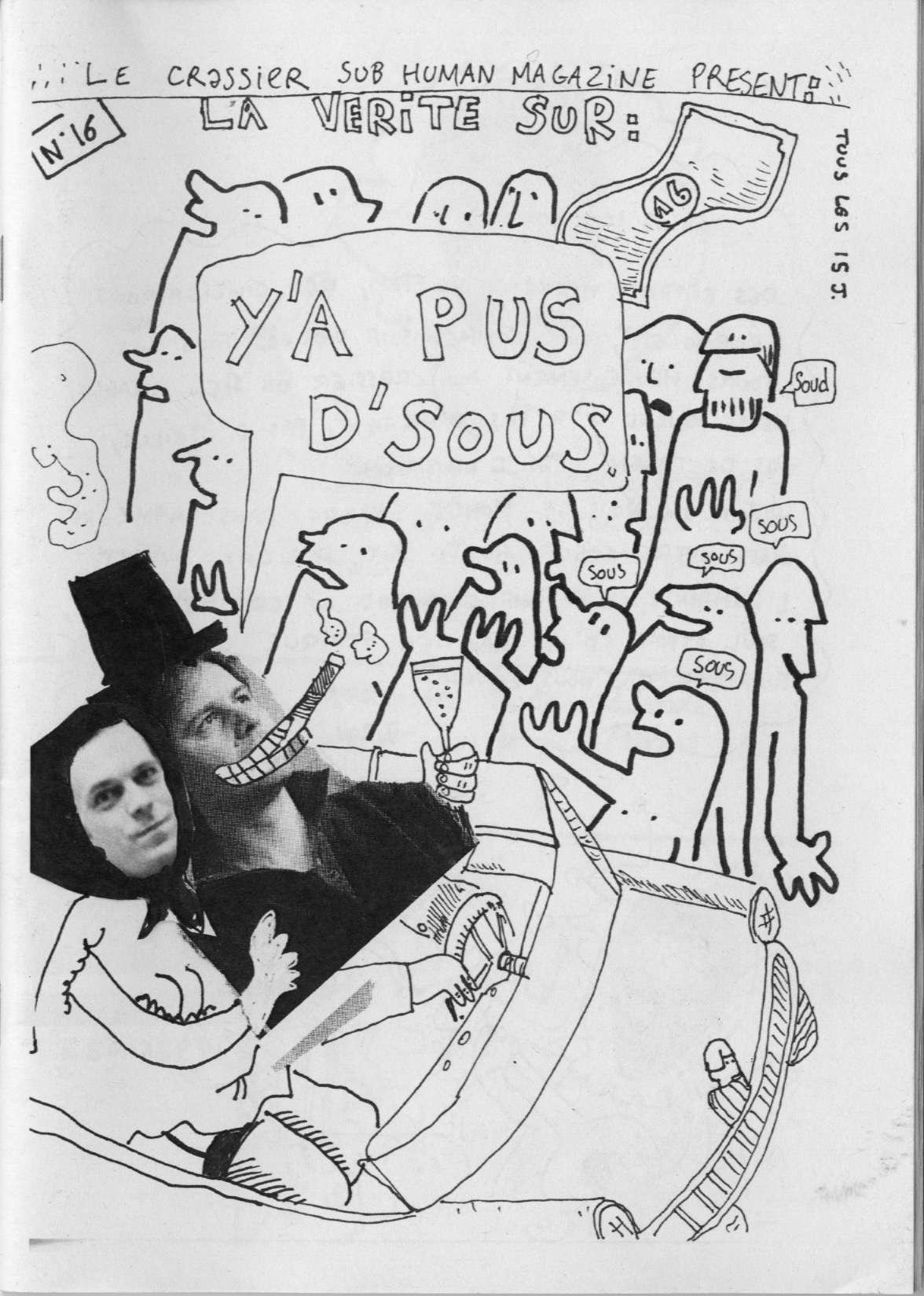
Couverture du Crassier n° 16, fanzine des étudiants de l'ESADSE.

  - Le Garage, association de promotion du logiciel et de la culture libre
  - La Cueillette, ciné-club de l'école
  - Le Crassier, fanzine satirique (parution terminée)

## Professeurs actuels
- Éric Jourdan
- Éric Suchère

### Anciens professeurs
- Léon Bosramiez (1923-2005), sculpture Prix de Rome 1947
- Philippe Favier
- Frédéric Migayrou, culture générale
- Gilles Roussi, design (sculpteur)
- Jean-Marc Scanreigh, couleur, gravure,
- Yann Moulier-Boutang, culture générale
- Claude Weisbuch, gravure

## Anciens élèves
- Antoine Jacquemond (1885-1970), peintre, professeur
- Jean Bertholle (1909-1996), peintre et graveur
- Jean Signovert (1919-1981), peintre et graveur
- Jean-Claude Bertrand (1928-1987), peintre
- Jean Cardot (1930), sculpteur
- Jean-Marie Albagnac (1931-), graveur, artiste-peintre et photographe
- Maurice Garnier (1938-2020), peintre, sculpteur, illustrateur, infographiste
- Nicole Claveloux (1940-), dessinatrice
- Jean-François Galéa (1944-), artiste français
- Étienne Bossut (1946-), artiste
- Chantal Montellier (1947-), dessinatrice
- Orlan (1947-), artiste plasticienne
- Jean-Gabriel Coignet (1951-), sculpteur
- Tchibemba (1954), dessinateur congolais de bande dessinée
- Bernard Piffaretti (1955-), peintre
- Yves Chaland (1957-1990), dessinateur
- Luc Cornillon (1957-), auteur de bande dessinée
- Philippe Favier (1957-), plasticien
- Francis Vallès (1959-), illustrateur
- Djamel Tatah (1959-), peintre
- Laurent Chambert (1967-), artiste plasticien et compositeur de musique
- Stéphane Humbert-Basset (1968-), illustrateur
- Jean-Paul Lebesson, réalisateur
- Florence Reymond (1971-), peintre
- Ghyslain Bertholon (1972-), sculpteur, installationniste, dessinateur
- Damien Deroubaix (1972-), peintre, graveur
- Sophie Turrel (1973-), illustratrice
- Peggy Adam (1974-), illustratrice
- Cristine Guinamand (1974-), peintre
- Guillaume Long (1977-), illustrateur
- François Mangeol (1984), plasticien
- Anne Le Troter (1985), plasticienne
- Reine Mazoyer (en), (1944-), plasticienne

•  Ouria Dahmani (1961)  costumières 